# National Wrestling Alliance
La National Wrestling Alliance (NWA, «Alianza Nacional de Lucha Libre Profesional» en español) es una organización estadounidense de lucha libre profesional. Fundada en 1948, fue durante un tiempo la marca más reconocida y el organismo más grande en la lucha libre profesional. Bajo el control de la Junta Directiva de la NWA (que consta de varios prominentes promotores regionales), la organización actuó como un órgano rector del sistema de territorios nacional que reconoció a un campeón mundial, participó en intercambios de talentos y colectivamente protegió la integridad territorial de las promociones miembros de la NWA.
La NWA prosperó en Estados Unidos hasta finales de la década de 1980, cuando la mayoría de los miembros originales habían quebrado como resultado de la expansión nacional de la World Wrestling Federation. El miembro de la NWA más grande que quedaba, World Championship Wrestling (WCW), que se había formado a partir de los activos de Jim Crockett Promotions, que a su vez había adquirido otros antiguos miembros de la NWA, abandonaría la NWA en 1993.
La NWA continuó como un organismo rector hasta 2012, cuando los derechos sobre el nombre fueron transferidos a R. Bruce Tharpe's International Wrestling Corp como resultado de una demanda presentada en contra del entonces Director Ejecutivo Robert Trobich y su compañía, Pro Wrestling Organization LLC, que controlaba las marcas registradas en nombre de la organización. Bajo Tharpe, la NWA cambió de un organismo de gobierno basado en la membresía a una organización privada que autorizó el nombre de la "NWA" para las promociones. En mayo de 2017, se anunció que el músico Billy Corgan a través de su productora, Lightning One, había acordado comprar NWA como parte de un acuerdo que finalizó el 1 de octubre. Al finalizar el acuerdo, se le permitieron a los acuerdos de afiliación de la NWA caducar.
A partir de octubre, la NWA comenzó su primera serie de YouTube "NWA Ten Pounds of Gold", enfocada principalmente en torno al Campeón Mundial Peso Pesado de la NWA y otros en la división. El 8 de febrero de 2018, la organización lanzó NWA Network, una red de podcast de lucha libre profesional.

## Historia

### Década de 1940
Antes de que la National Wrestling Alliance fuese fundada en 1948, existían muchas promociones de lucha libre profesional a nivel regional en Estados Unidos. Cada promoción tenía su respectivo campeón mundial, pero por lo general ninguno de ellos conseguía el reconocimiento o apoyo fuera de sus respectivas áreas. El concepto innovador que promulgó la NWA era unificar todos estos campeonatos para solamente reconocer a un campeón mundial. En 1948, Paul “Pinkie” George, un promotor proveniente del Medio Oeste de Estados Unidos, fundó la versión original de la NWA con el apoyo y ayuda de cinco otros promotores (Al Half, Tony Stecher, Harry Light, Orville Brown y Sam Muchnick). Este grupo de promotores optaron por Brown para que fuera el primer Campeón Mundial de la NWA. Luego, en noviembre de 1949, Lou Thesz fue recompensado con el campeonato luego de que Brown sufriera un accidente automovilístico que terminó con su carrera. Durante el reinado de Thesz, el título fue unificado con otros títulos mundiales que eran reconocidos en otras promociones, como el Campeonato Mundial de la American Wrestling Association de Boston, además de la versión del Campeonato Mundial del Auditorio Olímpico de Los Ángeles, haciendo que el título de la NWA se volviera el único Campeonato Mundial. 
Los miembros de la junta directiva de la NWA dividieron América del Norte y Japón en territorios y los promotores dominarían cada territorio, impidiéndole a las otras promociones fuera de la NWA. Si un promotor extranjero instalaba su promoción en un territorio ocupado y no aceptaban retirarse de este, los demás promotores de la NWA enviaban a sus luchadores y campeones para organizar un evento mejor y sacarlos del territorio. Las amenazas y actos de violencia eran utilizadas en contra de promotores y/o talentos que no respetaran las reglas territoriales. Para la mayoría de los promotores bajo el acogimiento de la NWA, los beneficios que estos conseguían valían la pena. Por lo general, el presidente de un territorio podía llegar a ser el presidente de la alianza entera. 
Más allá del beneficio de contar con ayuda de otras promociones en caso de algún intruso, cada territorio también recibía la visita del Campeón Mundial de Peso Pesado. El campeón no tuvo un territorio propio sino que viajaba de una promoción a otra para defender su título contra las principales estrellas. El objetivo principal de esto era demostrar que los héroes locales tenían el potencial de ser campeón. Muchos promotores avisaban la aparición del Campeón Mundial incluso con semanas y meses de anticipación, haciendo que las peleas titulares tuvieran más emoción y fueran más lucrativas. Además, los shows eran transmitidos a nivel regional, así que algunos espectadores solo veían al Campeón Mundial cuando este llegaba a su territorio. No era solo el campeón el que viajaba, sino también luchadores de un área diferente viajaban a otra para participar en un ángulo contra luchadores locales, pero si al público no le gustaba esta “invasión”, los personajes podrían irse a otro territorio y mostrar su show, haciendo creer que este era un show completamente nuevo.

### 1950–1960
Muchnick, que era jefe del St. Louis Wrestling Club, asumió la presidencia de la National Wrestling Alliance a comienzos de 1950, posición que mantuvo hasta finales de la década. 
A mediados de la década de 1950, estallaron graves conflictos dentro de la NWA. Hubo problemas antimonopolio con el gobierno estadounidense y hubo una serie de facciones rivales, las cuales querían reemplazar al campeón Thesz por otros luchadores, como, por ejemplo, Verne Gagne de Minnesota. El caso antimonopolio condujo al infame Decreto de Consentimiento de la NWA de 1956 en el caso U.S. v. National Wrestling Alliance. También hubo disputas sobre el número de fechas en las cuales el campeón viajaría a distintos lugares del país. La primera ruptura dentro de la organización se produjo en 1957, cuando en una reunión directiva llevada a cabo en St. Louis, el promotor de Montreal, Eddie Quinn abandonó la reunión debido a diversos problemas con Muchnick; uno de estos era que Muchnick administraba mal el territorio de St. Louis donde este era socio y que además tenía negocios turbios con Jack Pfefer. Otro problema fue el que involucraba a Edouard Carpentier y al campeón Lou Thesz. Carpentier había derrotado a Thesz por caída técnica, ganando el campeonato mundial, pero este cambio no fue reconocido por la NWA. La idea original era crear una “revancha de alto perfil” que nunca fue llevada a cabo devolviéndole campeonato a Thesz. 

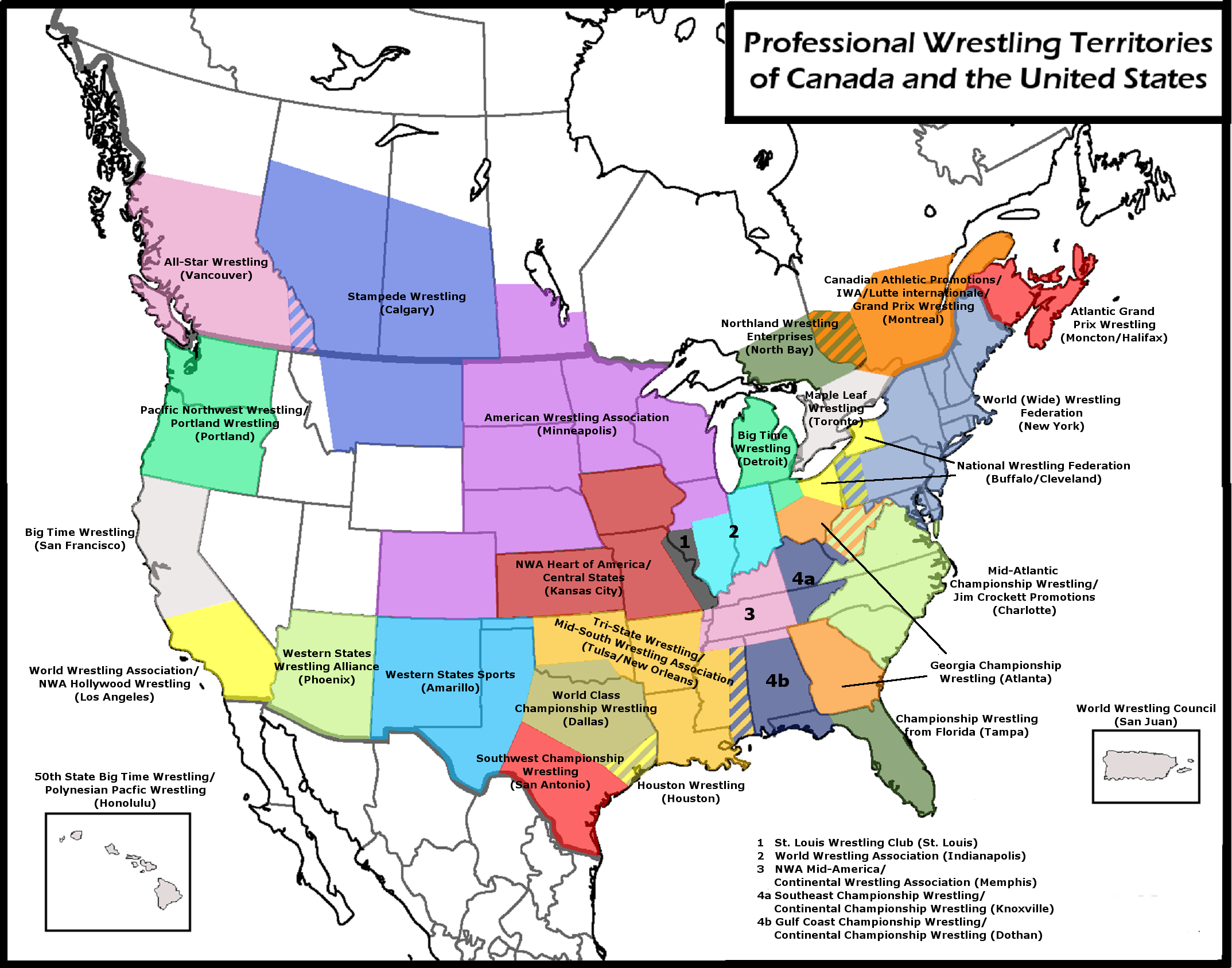
El viejo sistema de territorios de la NWA en América del Norte. (en inglés)

Edouard Carpentier siguió siendo reconocido como campeón mundial y esto le quitó el valor de “indiscutible” al título de la NWA. Con esta situación Quinn se dio cuenta de que podía sacarle provecho para conseguir beneficios económicos. Quinn se dedicó a negociar con distintos promotores acordando que Carpentier perdiera su título en sus territorios para que así el promotor tuviera poder sobre el título mundial. En 1958, se acordó que Carpentier perdería su título ante Verne Gagne en Omaha, pero al mismo tiempo, Quinn acordó que Carpentier perdería su título en Boston ante Killer Kowalski lo cual sirvió de base para la AAC/Big Time Wrestling, el cual se prolongó hasta 1975. Verne Gagne abandonó finalmente la NWA y creó la American Wrestling Association, creando su propio título mundial y después unificándolo con el título de Carpentier.
En 1959, Quinn empezó a negociar con el territorio de Los Ángeles que pertenecía a la NWA. La promoción reconoció a Carpentier como campeón mundial en 1959. En julio de 1961, Carpentier perdió su título por tercera vez ante Fred Blasie. La promoción se retiró oficialmente de la NWA y se convirtió en la World Wrestling Association (WWA; no confundir con la WWA mexicana de los años 80 y 90), hasta que regresó a la NWA en 1968.
En 1960, Frank Tunney remplazó en la presidencia de la promoción a Muchnick quien a su vez fue sucedido por Fred Kolher quien fue el principal booker del nuevo campeón mundial de la NWA, Buddy Rogers. En octubre de 1962, Rogers derrotó a Killer Kowalski, esta pelea fue promocionada por Karl Sarpolis. Como resultado Sarpolis consiguió la presidencia de la promoción. En 1962 Rogers consigue nuevamente el Campeonato de la NWA pero sin embargo en 1963 en Toronto, Canadá, fue despojado del título. Después del evento, Vincent J. McMahon se retiró de la NWA y creó la World Wide Wrestling Federation (actual World Wrestling Entertainment) con Rogers como estrella. La WWWF reconoció a Buddy Rogers como su primer campeón mundial en abril de 1963. Si bien tanto Verne Gagne como McMahon tenían sus propias promociones con sus correspondientes campeones mundiales, estos igualmente seguían siendo representados en el consejo de administración de la NWA, con la cual aún se intercambiaban talentos luchisticos.

### Decadencia del Sistema de Territorios
En la década de 1980, el comercio de cintas de vídeo y cable de televisión formó el camino para la eventual muerte del modelo interregional de la NWA, pues ahora los hinchas podían ver por sí mismos los agujeros en las tramas y las incoherencias entre las historias de las diferentes regiones. Además, la presencia de súper estrellas como Ric Flair en los shows semanales de la WWF causaron la desviación de la atención del público. Vince K. McMahon que había comprado la WWF a su padre en 1982, utilizó estas tendencias para “allanar” los talentos de las promociones rivales, para poder eliminarlas y así hacer que su promoción fuera única a nivel nacional. Para competir contra esta amenaza, varios promotores de la NWA, junto con la AWA, trataron de promocionar shows en conjuntos bajo el nombre de Pro Wrestling USA pero debido a disputas internas por el poder y el dinero, causó que este acuerdo llegara a su fin.
En la década de 1980, el miembro de la NWA, Georgia Championship Wrestling, fue vendido a la WWF. Mientras tanto la amenaza para la WWF se mantenía en Carolina del Norte, en Jim Crockett Promotions, donde se decidió unificar varios territorios de la NWA para formar otra promoción a nivel nacional y así competir contra la WWF. En consecuencia, Jim Crockett Jr. comenzó a comprar luchadores de otros territorios de la NWA para así poder disimular la muerte de aquellas promociones. Debido a su ola de adquisiciones y además de no conseguir una gran comercialización como lo hizo la WWF, Crockett se enfrentó a la bancarrota a finales de 1980. Por su parte, Ted Turner, compró la empresa que se encontraba al borde del abismo, llevándola a ser una empresa de nivel nacional bajo el nombre de la World Championship Wrestling (WCW). Los títulos de la WCW consiguieron reconocimiento a nivel nacional. La WCW seguía siendo miembro de la NWA pero con el paso del tiempo, la NWA necesitaba más del apoyo de la WCW. Debido a que la WCW y la WWF recorrían el país en vez de quedarse en un determinado territorio. 
Otra promoción que se retiró de la NWA para operar individualmente fue Mid-South Sport, este territorio poseía el NWA World Junior Heavyweight Championship. Originalmente era propiedad de Leroy McGuirk pero en 1979 fue vendida a Bill Watts. Watts cambió el nombre de la promoción y se negó a unirse a la NWA. Watts tenía un acuerdo de trabajo e intercambio con Jim Crockett Jr. En 1986, Watts cambió el nombre a Universal Wrestling Federation en un intento de expandirla a un nivel nacional pero finalmente fue comprada por Jim Crockett Promotions en marzo de 1987, después de su quiebra.
En 1986, el promotor Fritz Von Erich retiró a la World Class Championship Wrestling (WCCW) de la NWA en un intento de convertirla en una promoción de nivel nacional. Ellos se unieron con otros exmiembros de la NWA, la Continental Wrestling Association (CWA) y la American Wrestling Association para tratar de competir contra la WCW y la WWF pero pronto se vino abajo debido a la política ínter promocional. Posteriormente la WCCW y la CWA se fusionaron para crear la United States Wrestling Association que quebró en 1997. 
Fuera de los Estados Unidos, en México la Empresa Mexicana de Lucha Libre y en Japón la All Japan Pro Wrestling y la New Japan Pro Wrestling se fueron de la NWA, teniendo poco seguimiento en el país norteamericano.

### 1990–2000
En 1991, la WCW reconoció a su primer campeón mundial, Ric Flair, quien había vencido a Sting para recuperar el Campeonato Mundial de la NWA. Ric Flair se reconoció a la vez como Campeón Mundial de la WCW y la NWA hasta que dejó la WCW por una disputa salarial con el presidente de la promoción, Jim Herd (yéndose con el título original de la NWA) para unirse con la WWF. Al salir, Flair fue despojado del título mundial de la WCW causando la separación de los títulos de la NWA y la WCW, pero continuó siendo reconocido campeón de la NWA, hasta su llegada a la WWF unos meses más tarde, cuando fue despojado oficialmente del título mundial de la NWA. El título de la NWA continuó inactivo durante un año, hasta que la New japan Pro Wrestling organizó un torneo para coronar a un nuevo campeón. En 1993, la WCW se retiró oficialmente de la NWA, y a pesar de que Flair seguía con el título en su poder, no se volvió a pronunciar nunca más el nombre del título de la NWA en un show al aire, salvo en referencias impresas históricas en la Revista WCW.
En 1994, el territorio de Filadelfia, Eastern Championship Wrestling (ECW), se retiró completamente de la NWA, logrando ser unas de las promociones independientes más importantes de la década de 1990. En 1994, se creó un torneo para coronar a un nuevo campeón mundial de la NWA. En la final de este torneo, Shane Douglas derrotó a 2 Cold Scorpio ganando el título. Luego, en un giro sorprendente, Douglas lanzó el cinturón al suelo, diciendo que el no quería ser el campeón de una promoción que murió “siete años antes” (cuando Turner compró Jim Crockett Promotions). Shane tomó el campeonato peso pesado de la ECW y se declaró Campeón Mundial Peso Pesado de la ECW. Luego, el dueño de la ECW; Ted Gordon, rebautizó la empresa llamando la Extreme Championship Wrestling retirándose oficialmente de la NWA. Este acto, hizo que la NWA quedara en un estatus muy olvidado entre los fanáticos de la lucha libre.
Después de la quiebra de la AWA en 1991 y la secesión de la ECW en 1994, la NWA ya no era lo que era antes. Hasta mediados de la 1990 ya casi quedaba en el olvido, todo se había reducido a una pequeña colección de promociones regionales independientes cuales shows se transmitían en pocos mercados, intentando competir (aunque sin éxito) en las noches de lunes cuando la WWF y la WCW se peleaban los mayores índices de audiencia. 
En un intento por convertirse en el “número dos”, la Total Nonstop Action Wrestling (TNA) se separó de la NWA en 2004. La TNA fue fundada en 2002 como NWA-TNA y rápidamente paso a obtener los derechos exclusivos de los dos títulos mundiales de la NWA (El campeonato mundial y el campeonato mundial en parejas). En 2004, la TNA se retiró de la NWA, pero llegó a un acuerdo para mantener los derechos del uso de los títulos de la NWA pero debido a desacuerdos los títulos se le fueron devueltos a la NWA en mayo de 2007. La NWA comenzó un torneo para coronar a un nuevo campeón mundial en junio de 2007.

### NWA en la actualidad
Hoy en día, todavía hay un conjunto de promotores que mantienen vivo el legado de la National Wrestling Alliance, aunque la mayoría de estos miembros no tienen ninguna conexión con los miembros directivos de los años de gloria de la empresa. 
Para poder unirse la NWA, un promotor debe de haber estado activo en alguna promoción que estuviera fuera del control de la NWA y su ingreso debe ser aprobado por mayoría de votos de la Junta Directiva, aunque, hay numerosas excepciones. En agosto de 2005, la presidencia de la NWA fue disuelta y los deberes del cargo fueron tomados por el Consejo de administración tras la abdicación de Ernie Todd (promotor de la NWA Canadian Wrestling Federation). No se conocieron en detalle las razones que motivaron a Todd pero este dijo que este se uniría a la AWA Superstars of Wrestling. Se anunció en el sitio Web de la NWA, el día lunes 10 de octubre de 2005, que el sucesor legal de Todd era Bob Trobich y que además se convertiría en el nuevo director ejecutivo abandonando el cargo de presidente. Como director ejecutivo de la NWA, Trobich es el contacto principal y es el encargado de tomar las decisiones en todos los negocios de la NWA.
En agosto de 2012, tras la salida de la TNA, Trobich vende los derechos a Bruce Tharper, presidente de la International Wrestling Corp (IWC), el cual logró restablecer relaciones con New Japan Pro Wrestling.
Sin embargo, el 1 de mayo de 2017, Billy Corgan, vocalista de The Smashing Pumpkins y expresidente de Impact Wrestling, adquiere a Tharper los derechos de la NWA, iniciando formalmente su gestión exactamente 5 meses después.
En julio de 2019, la NWA finalizó su alianza con Ring of Honor y posteriormente anunció en agosto que realizarían grabaciones en Atlanta el 30 de septiembre y el 1 de octubre para una nueva serie de televisión, que más tarde se anunciará como NWA Power.

## Promociones

### Promociones Regionales del Pasado
Varias promociones más pequeñas que alguna vez fueron pilares de la NWA dejaron de existir cuando la WWF y la WCW crecieron a nivel nacional. Pacific Northwest Wrestling (PNW) fue uno de los principales territorios de la NWA en la década de 1980, pero, debido al envejecimiento de su promotor Don Owen y también a que los beneficios disminuyeron, la PNW cerró en 1992. Otro territorio que era considerado un territorio principal de la NWA, fue St. Louis Wrestling Club que además su promotor Sam Muchnick, fue dos veces presidente de la NWA. Este territorio fue absorbido por Jim Crockett Promotions en 1985. NWA Mid-América y la Continental Wrestling Federation fueron miembros importantes de la NWA por largo tiempo. En San Antonio, Texas se encontraba la Southwest Championship Wrestling y fue un miembro de la NWA desde 1978 hasta 1985 cuando fue comprado por la WCCW. Cuando el promotor del territorio de Detroit Ed Farhat hizo varias apariciones en los shows de lucha bajo el nombre de “The Sheik”, su promoción, NWA Big Time Wrestling, fue expulsada de la NWA, ya que este acto estaba en contra de las reglas de la NWA. Otro exmiembro de la NWA fue Ohio Valley Wrestling, siendo miembro hasta que se convirtió en un territorio de desarrollo de la WWF en el 2001.
La NWA no solo fue una organización limitada a Estados Unidos únicamente sino también tuvo importantes territorios en México, Canadá, El Caribe, Japón, El Reino Unido y Australia, esto era para fortalecer más aún el aspecto “mundial” de la NWA. Frank Tunney Sport fue una promoción canadiense que fue un miembro clave por mucho tiempo en la NWA, con su promotor y a la vez presidente de la NWA, Frank Tunney. Tunney se retiró de la NWA en 1984 para incorporarse a la WWF.
Otra promoción canadiense que fue un miembro clave de la NWA, hasta que fue comprada por la WWF en la década de 1980, fue la promoción perteneciente a Stu Hart, Stampede Wrestling en Calgary, Alberta. Luego fue relanzada en 1999, pero no como miembro de la NWA. Otro territorio canadiense que abarcó Nueva Escocia, Nuevo Brunswick y Isla del Príncipe Eduardo era la Eastern Sport Association que solo operaba en los meses de verano. La promoción fue disuelta en 1977, luego fue re fundada independientemente de la NWA. Fuera de Vancouver, Britsh Columbia los promotores Gene Kiniski y Sandor Kovacs fundaron la NWA All-star Wrestling, siendo un miembro de la NWA hasta 1985.
En México, el principal miembro de la NWA fue la Empresa mexicana de Lucha Libre (conocida actualmente como CMLL). Fue fundada en 1933, uniéndose más adelante al conjunto de promociones para luego independizarse en 1980. A pesar de ya no ser un miembro de la NWA, la CMLL aun reconoce tres títulos del linaje de la NWA; el campeonato mundial ligero, el campeonato mundial peso medio y el campeonato mundial peso wélter de la NWA.
En el Caribe, había promociones en Puerto Rico y en República Dominicana. En Puerto Rico se encontraba la Capitol Sport Promotion, hoy llamadaWorld Wrestling Council, propiedad de Carlos Colon, fue miembro de la NWA desde 1973 hasta 1988, cuando el sistema de territorios quedó obsoleto debido al crecimiento de la WCW. En Puerto Rico también se encuentra la International Wrestling Association, fundada en 1944 por Víctor Quiñones, siendo miembro de la NWA desde su fundación hasta su retirada en 2001. En la República Dominicana se encontraba la hoy desaparecida empresa Dominicana de Espectáculos, propiedad de Arcadio Disla Brito (vampiro Cao), cuya estrella principal lo fue el luchador Jack Veneno.
La presencia de la NWA en Japón se estableció en 1953, cuando el luchador japonés y promotor Rikidozan fundó la Japan Pro Wrestling Alliance, que rápidamente se convirtió en la principal promoción japonesa. En 1972, dos miembros de la JPWA Antonio Inoki y Giant Baba abandonaron la promoción para poder fundar la All Japan Pro wrestling (AJPW) y New Japan Pro Wrestling (AJPW) respectivamente. La AJPW se convirtió en miembro de la NWA en el momento de su creación en 1973 hasta finales de 1980. NJPW también fue un miembro de la NWA desde 1975 a 1985, con el fin de poder tomar el control del campeonato mundial peso pesado junior de la NWA. Entre 1992 y 1993, la NJPW se unió nuevamente a la NWA una vez más para poder conseguir el campeonato mundial peso pesado de la NWA, pero abandonaron la NWA cuando la WCW también se retiró. NJPW una vez volvió a la NWA en el 2004, principalmente con el objetivo de tratar de conseguir el campeonato mundial junior pero no hubo una conexión muy notable en conjunto con las demás promociones. Entre el retiro de NJPW en el año 1993 hasta su regreso en el 2004, la NWA presentó su shows en conjunto con empresas independientes dispersas por todo Japón: la International Wrestling Association of Japan (1994–1996), la Wrestle Yume Factory (1995–1997), la Universal Fighting Arts Organization (1999–2000) y la Pro Wrestling Zero-One (2001–2004). En junio de 2007, fue anunciado que la Inoki Genome Federation se uniría a la NWA y tomaría el puesto de NJPW. En febrero de 2008, sin embargo, NJPW volvió a la NWA.

### Grandes Promociones Actuales
La marca NWA se ha visto más prominente en los últimos años en relación con la Total Nonstop Action Wrestling (TNA), un exmiembro de la NWA que fue fundada por Jerry y Jeff Jarrett en el 2002, hasta que se retiró de la NWA en el 2004. En el mismo año, la TNA negoció un nuevo acuerdo con la NWA para poder utilizar el campeonato mundial y el campeonato mundial en parejas de la NWA, durante diez años. El 13 de mayo de 2007, la NWA anunció que se había puesto fin a este acuerdo, retirando oficialmente los títulos y creando torneos para poder elegir a los nuevos campeones independientemente. En realidad, ambas partes querían poner fin al acuerdo, como la TNA quería sus propios títulos mundiales y los miembros de la NWA querían también participar en las decisiones de luchas titulares y nuevos campeones. 
El miembro de la NWA que consiguió más atención fue NWA Wildside. Los shows fueron transmitidos durante 300 semanas ininterrumpidas antes de cerrar en abril de 2005 cuando el promotor, Bill Behrems, firmó un contrato para trabajar como un sindicador de la televisión para la WWE. Después de la NWA Wildside comenzaron las transmisiones de NWA Anarchy. NWA anarchy continúa siendo difundida en shows semanales en Estados Unidos y Canadá. NWA Pro Wrestling es promocionada por David Márquez y Juan Rivera, teniendo gran éxito en eventos en la zona suroeste de Estados Unidos. Explosive Pro Wrestling, es una promoción Australiana, es el miembro más reciente. EPW intenta seguir con el camino después de la fracasada NWA Australia.
La más exitosa y más grande promoción ha sido New Japan Pro Wrestling. Es la segunda más importante promoción de lucha libre profesional después de la WWE. NJPW fue creada por Antonio Inoki, un exmiembro y luchador de la NWA. NJPW organiza eventos en todo Japón y también en Europa y Estados Unidos. Sin embargo, ya no es un miembro de la NWA, desde que inoki cuando salió de NJPW, transfirió los derechos a su nueva promoción Inoki Genome federation.
La década de 1990 también trajo a la primera promoción proveniente del reino unido, NWA UK Hammerlock. Debido al gran reconocimiento que había conseguido el Campeonato Mundial Peso Pesado de la All Star Promotions y los combates con diferentes reglas (los combates en Europa se dividen por asaltos), la NWA no tuvo presencia en Europa desde su fundación.
En el 2008, se creó la NWA México, promocionada por Blue Demon, Jr. (hijo adoptivo del legendario luchador mexicano Blue Demon). Demon, Jr causó impacto al ganar el campeonato mundial peso pesado de la NWA (siendo el primer luchador mexicano en ganarlo).

## Programas de televisión recientes

### Actual

#### NWA Power
Powerrr es el programa insignia de la NWA que actualmente se transmite los martes a las 6:05 pm ET en FITE TV. La serie debutó el 8 de octubre de 2019 y se emitió originalmente en el canal de YouTube de la NWA. Una serie complementaria, titulada Power Surge (estilizado como NWA Powerrr Surge), se estrenó el 13 de abril de 2021 y presenta entrevistas de luchadores, combates no vistos y resúmenes de Power.

#### NWA USA
NWA USA es un programa semanal que debutó el 8 de enero de 2022 en YouTube y se enfoca en la división del Campeonato Mundial Peso Pesado Junior de la NWA y en el Campeonato Nacional de la NWA.

### Anteriores

#### NWA Wrestling Showcase
En enero de 2008, Colours TV y Dish Network junto con la NWA anunciaron que comenzaría a emitirse un programa de una hora de duración titulado NWA Wrestling Showcase, que mostraría a todas las estrellas de la NWA. El show fue conducido por David Márquez (en conjunto con Ron Conway los primeros cuatro capítulos), con los comentarios de Todd Kenneley, Kloss Kris y Rick Otazzu. Diez episodios fueron mostrados en la primera temporada. Todos los combates fueron grabados en el Hotel Plaza en Las Vegas, Nevada. En enero de 2009 comenzó una nueva transmisión de episodios pero esta vez fueron grabados en Hollywood, California.

#### NWA Championship Wrestling from Hollywood
El 12 de julio de 2010, NWA Pro Wrestling, Inc. y KDOC-TV Los Ángeles anunciaron una asociación para producir la programación de televisión de la marca National Wrestling Alliance en la estación a partir de septiembre de 2010.
NWA Championship Wrestling from Hollywood es una serie de televisión semanal que se origina en KDOC-TV Los Ángeles. El estreno de la serie fue el 17 de septiembre de 2010. El 9 de septiembre de 2012, Championship Wrestling from Hollywood anunció que había abandonado la NWA.

## Personal
Desde la fundación de la NWA en 1948, ha habido veinte presidentes diferentes de la organización. En 2005, en la reunión anual de la NWA, se abandonó el cargo de Presidente a favor del puesto de "Director Ejecutivo". Sin embargo, después de una demanda en contra de la organización y su gestión anterior por uno de sus miembros, R. Bruce Tharpe, la organización quedó bajo la propiedad de Tharpe a través de un holding que formó. Luego, el puesto de Director Ejecutivo fue abandonado a favor del regreso del cargo de "Presidente". El 1 de octubre de 2017, Billy Corgan se convirtió en nuevo propietario luego de la adquisición de la NWA de Tharpe.

### Presidentes
| #  | Presidente:          | Duración:     | Promoción Proveniente:              |
| -- | -------------------- | ------------- | ----------------------------------- |
| 1  | Paul "Pinkie" George | 1948 - 1950   | NWA Iowa                            |
| 2  | Sam Muchnick         | 1950 - 1960   | St. Louis Wrestling Club            |
| 3  | Frank Tunney         | 1960 - 1961   | Maple Leaf Wrestling                |
| 4  | Fred Kohler          | 1961 - 1962   | NWA Chicago                         |
| 5  | Karl Sarpolis        | 1962 - 1963   | NWA Western States Sports           |
| 6  | Sam Muchnick         | 1963 - 1975   | St. Louis Wrestling Club            |
| 7  | Jack Adkisson        | 1975 - 1976   | World Class Championship Wrestling  |
| 8  | Edward Gossett       | 1976 - 1978   | Championship Wrestling from Florida |
| 9  | Bob Geigel           | 1978 - 1980   | Central States Wrestling            |
| 10 | Jim Crockett, Jr.    | 1980 - 1982   | Jim Crockett Promotions             |
| 11 | Bob Geigel           | 1982 - 1985   | Central States Wrestling            |
| 12 | Jim Crockett, Jr.    | 1985 - 1986   | Jim Crockett Promotions             |
| 13 | Bob Geigel           | 1986 - 1987   | Central States Wrestling            |
| 14 | Jim Crockett, Jr.    | 1987 - 1991   | Jim Crockett Promotions             |
| 15 | Jim Herd             | 1991 - 1992   | World Championship Wrestling        |
| 16 | Senji Sakaguchi      | 1992 - 1993   | New Japan Pro Wrestling             |
| 17 | Howard Brody         | 1993 - 1995   | NWA Florida                         |
| -- | Dennis Coralluzo     | 1993 - 1995   | Championship Wrestling America      |
| -- | Steve Rickard        | 1993 - 1995   | All-Star Pro Wrestling              |
| 18 | Steve Rickard        | 1995 - 1996   | All-Star Pro Wrestling              |
| 19 | Howard Brody         | 1996 - 2001   | NWA Florida                         |
| 20 | Jim Miller           | 2001 - 2002   | NWA East/Pro Wrestling eXpress      |
| 21 | Richard Arpin        | 2002 - 2003   | NWA Tri-State                       |
| 22 | Bill Behrens         | 2003 - 2004   | NWA Wildside                        |
| 23 | Ernie Todd           | 2004 - 2005   | Canadian Wrestling Federation       |
| 24 | Robert Trobich1      | 2005 - 2012   |                                     |
| 25 | David Baucom1        | 2005 - 2012   | NWA Carolinas                       |
| 26 | R. Bruce Tharpe      | 2012 - 2017   | NWA World Class                     |
| 27 | Billy Corgan         | 2017 - actual | N/A                                 |

1 Título de "Director Ejecutivo"

### NWA Hall of Fame
El Hall of Fame de la National Wrestling Alliance (NWA) es un salón de la fama de lucha libre profesional estadounidense mantenido por la NWA. Fue establecido en 2005 para honrar a personalidades selectas de la lucha libre, en su mayoría exmiembros de la NWA.

## Próximos eventos
En la siguiente tabla, se exponen los eventos actuales de la NWA en curso, a la izquierda el que acaba de ocurrir, en medio el evento en producción, y el derecho el evento por realizarse:

| Predecesor: 312 | Crockett Cup 3 y 4 de junio | Sucesor: NWA 76th Anniversary Show |

## Personal de National Wrestling Alliance

### Plantel de luchadores y otros

#### Luchadores

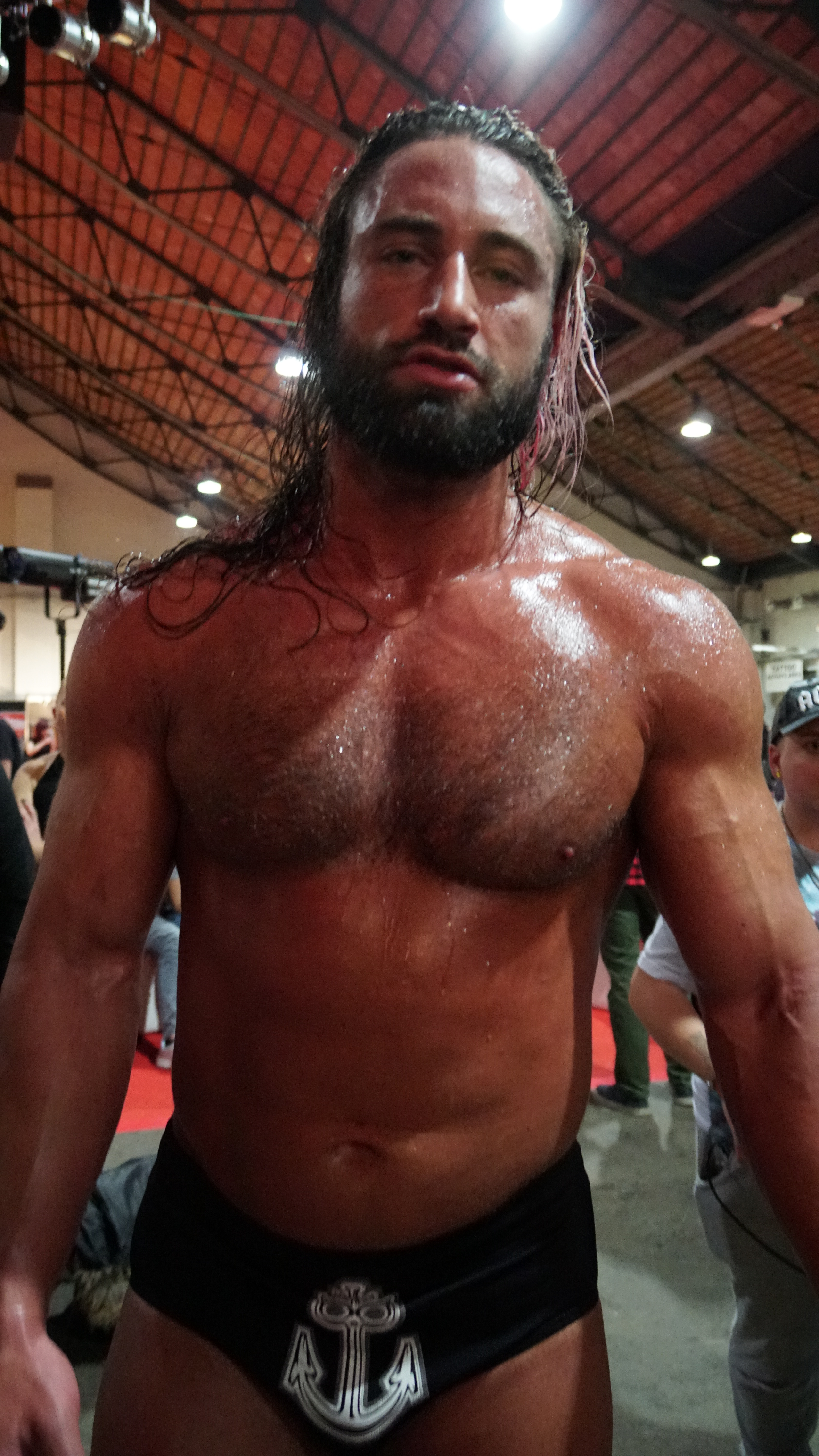
Thom Latimer.

| Nombre                    | Nombre Real              | Notas                                           |
| ------------------------- | ------------------------ | ----------------------------------------------- |
| Alex Taylor               | Alex Taylor              | Campeón Mundial Junior Peso Pesado de la NWA.   |
| Aron Stevens              | Aron Haddad              | Mánager de Blunt Force Trauma.                  |
| Bryan Idol                | Desconocido              |                                                 |
| Carnage                   | Marshe Rockett           |                                                 |
| Colby Corino              | Colby Corino             |                                                 |
| Carson Drake              | Carson Bartholomew Drake | Campeón Mundial de Televisión de la NWA.        |
| Damage                    | Rodney Mack              |                                                 |
| EC3                       | Michael Hutter           |                                                 |
| El Rudo                   | Samuel Polinsky          |                                                 |
| Gaagz the Gymp            | Desconocido              |                                                 |
| Homicide                  | Nelson Erazo             |                                                 |
| Jay Bradley               | Brad Bradley             |                                                 |
| Jeremiah Plunkett         | Jeremiah Plunkett        | Campeón Peso Pesado de Media América de la NWA. |
| Jordan Clearwater         | Jordan Clearwater        |                                                 |
| JR Kratos                 | Desconocido              |                                                 |
| Frank                     | Michael Cole             |                                                 |
| Kerry Morton              | Kerry Morton             |                                                 |
| Luke Hawx                 | Oren Hawxhurst           |                                                 |
| Matt Cardona              | Matthew Cardona          |                                                 |
| Matthew Mims              | Matthew Mims             | Campeón Nacional de la NWA.                     |
| Max The Impaler           | Desconocido              |                                                 |
| Mike Knox                 | Michael Knoxville        | Campeón Mundial en Parejas de la NWA.           |
| Odinson                   | Desconocido              |                                                 |
| Rolando Freeman           | Desconocido              |                                                 |
| Sal Vation                | Salvatore Rinauro        |                                                 |
| Talos                     | Desconocido              |                                                 |
| "Thrillbilly" Silas Mason | Desconocido              |                                                 |
| Tim Storm                 | Timothy Scoggins         | También Comentarista.                           |
| Thom Latimer              | Thomas Latimer           | Campeón Mundial Peso Pesado de NWA              |
| Trevor Murdoch            | William Mueller          | Campeón Mundial en Parejas de la NWA.           |

#### Luchadoras
| Nombre           | Nombre Real      | Notas.                                         |
| ---------------- | ---------------- | ---------------------------------------------- |
| Christi Jaynes   | Rebeca Janjigian | Valet de "Magic" Jake Dumas.                   |
| Jennacide        | Jenna Van Bemmel |                                                |
| Kenzie Paige     | Kenzie Paige     | Campeón Mundial Femenil de la NWA.             |
| Kylie Paige      | Desconocida      |                                                |
| Natalia Markova  | Natalia Markova  |                                                |
| Ruthie Jay       | Desconocido      |                                                |
| Taylor Rising    | Desconocido      |                                                |
| Tiffany Nieves / | Desconocido      | Campeona Mundial Televisiva de NWA.            |
| Valentina Rossi  | Noelle Giorgi    | Campeona Mundial Femenil en Parejas de la NWA. |

#### Equipos de la División Masculinos
| Nombre                | Integrantes                                                                      | Notas                                              |
| --------------------- | -------------------------------------------------------------------------------- | -------------------------------------------------- |
| Blunt Force Trauma    | Carnage & Damage                                                                 |                                                    |
| Daisy Kill & Talos    | Daisy Kill & Talos                                                               |                                                    |
| The Country Gentlemen | AJ Cazana & KC Cazana                                                            | Campeones en Parejas de los Estados Unidos de NWA. |
| The Fixers            | Jay Bradley & Wreckling Ball Legursky                                            |                                                    |
| Knox 'n' Murdoch      | Mike Knox & Trevor Murdoch                                                       | Campeones Mundiales en Parejas de la NWA.          |
| The Lost              | Alex Misery, Gaagz The Gymp & Lev                                                |                                                    |
| The Immortals         | JR Kratos & Odinson                                                              |                                                    |
| The Spectaculars 2.0  | Rolando Freeman & Slade                                                          |                                                    |
| The Southern Six      | Alex Taylor, "Thrillbilly" Silas Mason, Danny Dealz, The Mortons (Kerry & Ricky) |                                                    |

#### Equipos de la División Femeninas
| Nombre           | Miembros                   | Notas                                               |
| ---------------- | -------------------------- | --------------------------------------------------- |
| King Bees        | Charity King & Danni Bee   | Campeonas Mundiales Femeninas en Parejas de la NWA. |
| Pretty Empowered | Kenzie Paige & Kylie Paige |                                                     |

#### Personal secundario al aire

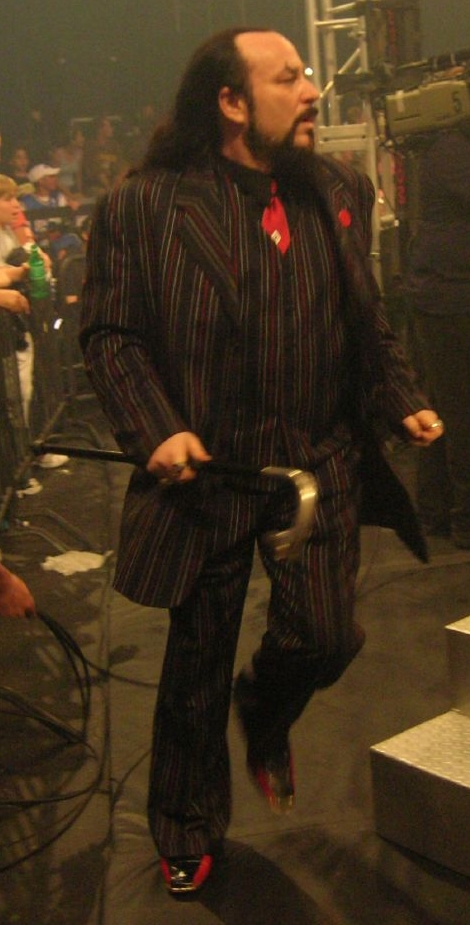
The Sinester Minister Father James Mitchell, mánager de The Miserably Faithful.

| Nombre                                        | Nombre Real      | Notas                              |
| --------------------------------------------- | ---------------- | ---------------------------------- |
| Austin Idol                                   | Michael McCord   | Mánager de Zyon.                   |
| Danny Dealz                                   | Anthony Lucassio | Mánager de The Ill Begotten.       |
| "The Sinester Minester" Father James Mitchell | James Mitchell   | Mánager de The Miserably Faithful. |

#### Árbitros
| Nombre        | Nombre Real   | Notas  |
| ------------- | ------------- | ------ |
| Jarrod Fritz  | Jarrod Fritz  |        |
| Kevin Keenan  | Kevin Keenan  |        |
| Scott Wheeler | Scott Wheeler | [ 16 ] |

#### Equipo de transmisión
| Nombre        | Nombre Real      | Notas                       |
| ------------- | ---------------- | --------------------------- |
| Joe Galli     | Joseph Galli     | Comentarista y Anfitrión.   |
| Kyle Durden   | Kyle Davis       | Entrevistador y Anunciador. |
| May Valentine | Mayra Dias Gomes | Entrevistadora.             |